# Cantón de Tôtes
El cantón de Tôtes era una división administrativa francesa, que estaba situada en el departamento de Sena Marítimo y la región de Alta Normandía.

## Composición
El cantón estaba formado por veintidós comunas:
- Auffay
- Beauval-en-Caux
- Belleville-en-Caux
- Bertrimont
- Biville-la-Baignarde
- Bracquetuit
- Calleville-les-Deux-Églises
- Étaimpuis
- Fresnay-le-Long
- Gonneville-sur-Scie
- Imbleville
- La Fontelaye
- Montreuil-en-Caux
- Saint-Denis-sur-Scie
- Saint-Maclou-de-Folleville
- Saint-Pierre-Bénouville
- Saint-Vaast-du-Val
- Saint-Victor-l'Abbaye
- Tôtes
- Val-de-Saâne
- Varneville-Bretteville
- Vassonville

## Supresión del cantón de Tôtes
En aplicación del Decreto nº 2014-266 de 27 de febrero de 2014, el cantón de Tôtes fue suprimido el 22 de marzo de 2015 y sus 22 comunas pasaron a formar parte; veintiuna del nuevo cantón de Luneray y una del nuevo cantón de Neufchâtel-en-Bray.